# Phoetalia circumvagans
Phoetalia circumvagans är en kackerlacksart som först beskrevs av Hermann Burmeister 1838.  Phoetalia circumvagans ingår i släktet Phoetalia och familjen jättekackerlackor. Inga underarter finns listade i Catalogue of Life.